# 納蘭希托縣
2°10′S 79°28′W / 2.167°S 79.467°W
納蘭希托縣（西班牙語：Cantón Naranjito），是厄瓜多爾的縣份，位於該國中部，由瓜亞斯省負責管轄，始建於1972年10月5日，面積226平方公里，2001年人口31,756，人口密度每平方公里140.51人。